# Batalha de Lade (201 a.C.)
A Batalha de Lade foi um confronto militar naval entre a marinha de Rodes e a marinha da Macedónia ocorrido em 201 a.C., no âmbito da Guerra Cretense. A batalha foi travada ao largo da costa ocidental da Ásia Menor, perto da ilha de Lade à entrada da baía de Mileto.[a]
A batalha ocorreu quando, após ter infligido uma derrota retumbante aos macedónios na Batalha de Quio, na qual os macedónios perderam uma parte considerável dos seus navios, a frota ródia regressava a Rodes. Quando navegava no estreito entre Lade e Mileto, foi atacada pela frota macedónia. O confronto terminou com uma vitória esmagadora dos macedónios, comandados pelo seu rei Filipe V, o que esteve à beira de significar a derrota final de Rodes, o que só não aconteceu porque a batalha contribuiu para que a República de Roma decidisse apoiar a aliança anti-macedónia liderada por Rodes de Pérgamo.
Após a batalha, Filipe invadiu a Cária. Impressionados pela vitória macedónia, em algumas cidades os milésios ofereceram coroas de vitória a Filipe e ao seu agente diplomático Heráclides.